# Прибутковий будинок Степана Акімова

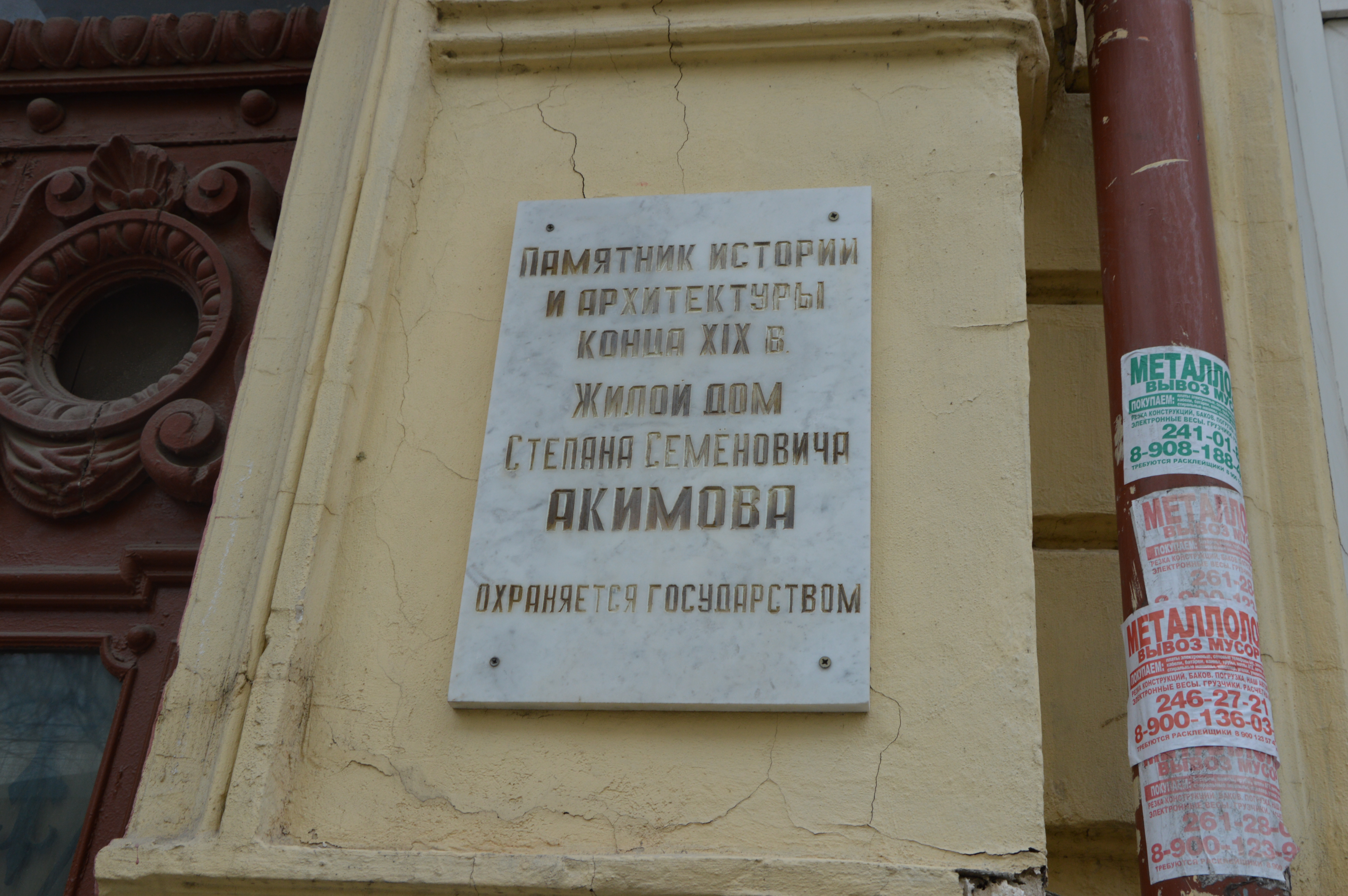
Дошка з інформацією про власника будинку.

Прибутковий будинок Степана Акімова (рос. Доходный дом Степана Акимова) — об'єкт культурної спадщини регіонального значення Ростова-на-Дону, який розташувався за адресою: вулиця Ульяновська, 14. На фасаді будинку встановлена дошка з інформацією про власника будинку — Степана Акімова. Серед багатьох жителів міста поширений слух, ніби цей будинок пов'язаний з родиною Парамонових, але ця інформація не знайшла ніякого офіційного підтвердження.

## Історія
Степан Акімов походив з міщанської родини, він народився в 1854 році. Його родичам належав маєток, який розташувався на розі Канкринськой вулиці і Соборного провулка. Маєток був розділений на дві частини: відповідно до закону, однією його частиною володіли Любов, Катерина та Іван Акімови. А інша частина належала Степану Акімову, у якого в той час вже була дружина Марія і дочка на ім'я Ганна. Будинок приносив 80 рублів річного доходу. У 1899 році Степаном Акімовим було отримано дозвіл на будівництво двоповерхового будинку з підвалом. В той час, домоволодіння розташоване за адресою: вулиця Канкринськая, 26. Будинок приносив річний дохід у розмірі 390 рублів. У 1911 році він став власністю дочки Акімова — Ганни Степанівни Акімової. У 1920 році будинок був частково зруйнований через попадання в нього снаряда: вибуховою хвилею були вибиті шибки, пробитий дах, на стінах з'явилися тріщини. Через це будівля продовжила руйнуватися. У березні 1922 року житель Воронезької губернії Микола Корольков погодився купити нерухомість, яка була оцінена в 300 мільйонів рублів. Відновити повністю будинок він не зміг. Після муніципалізації, колишній власник домагався повернення будівлі в свою власність, але фактів, які б підтверджували, що йому вдалося домогтися цього, немає. Будинок потребує проведення реставраційних робіт.

## Опис
Будинок був прикрашений картушами з вензелями «СА», які були ініціалами власника цього будинку. Під ними розташовувалися невеликі зображення Афродіти. Позаду кожної голови на фасаді будівлі була зображена морська раковина — саме вона дозволяє ідентифікувати міфологічного персонажа на фасаді будівлі. Відноситься до числа пам'яток архітектури дореволюційної споруди.

## Галерея

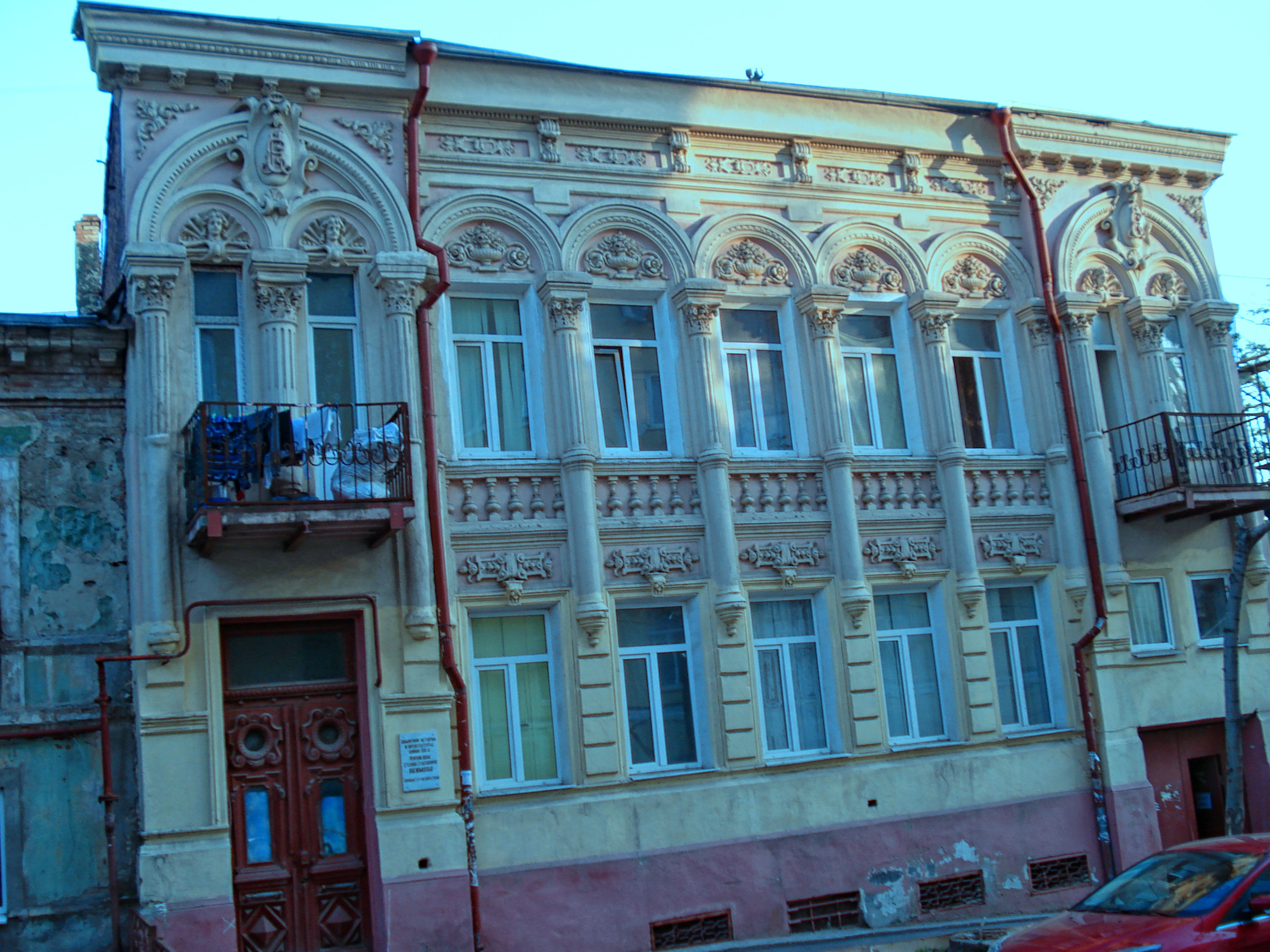
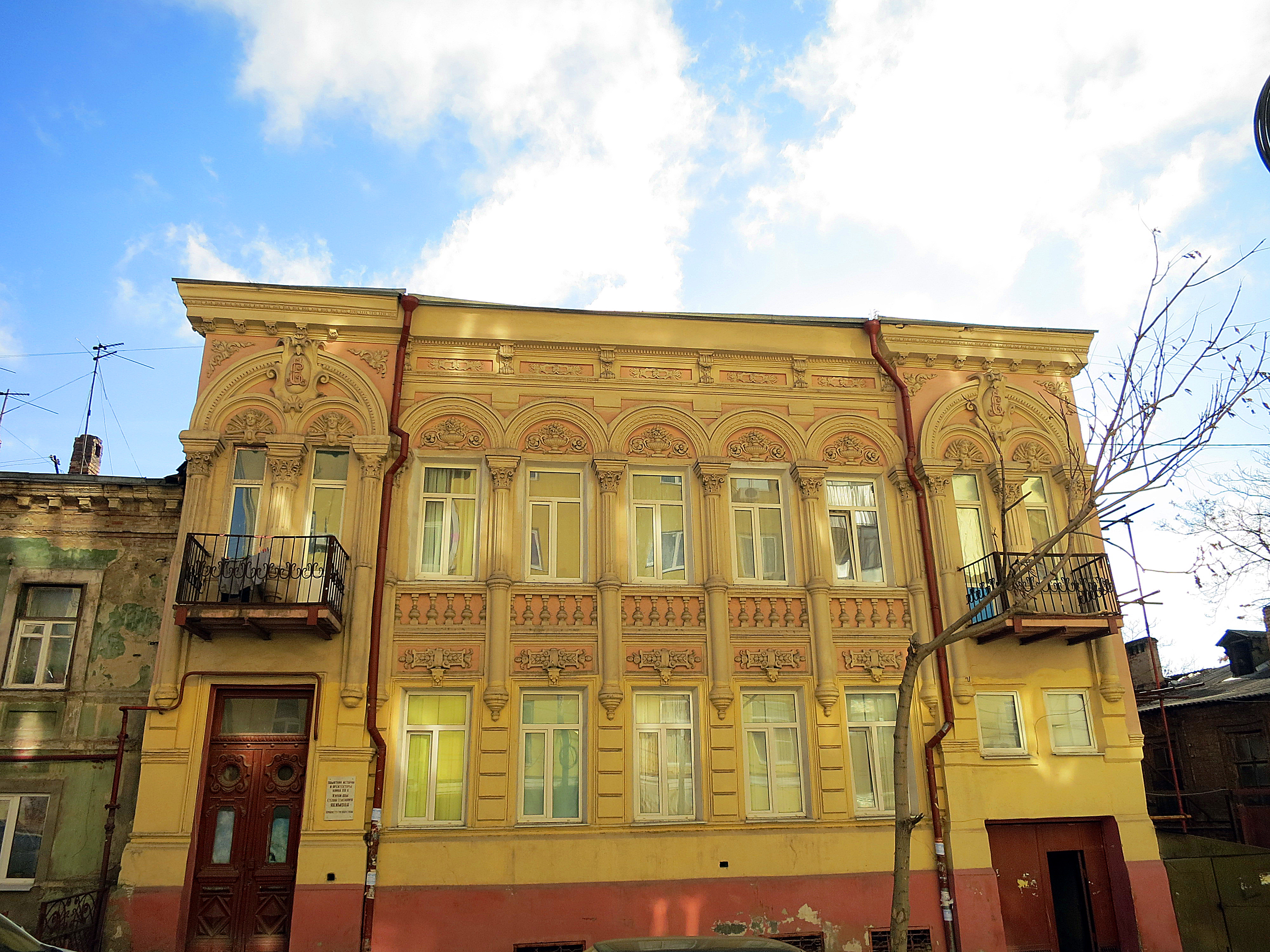
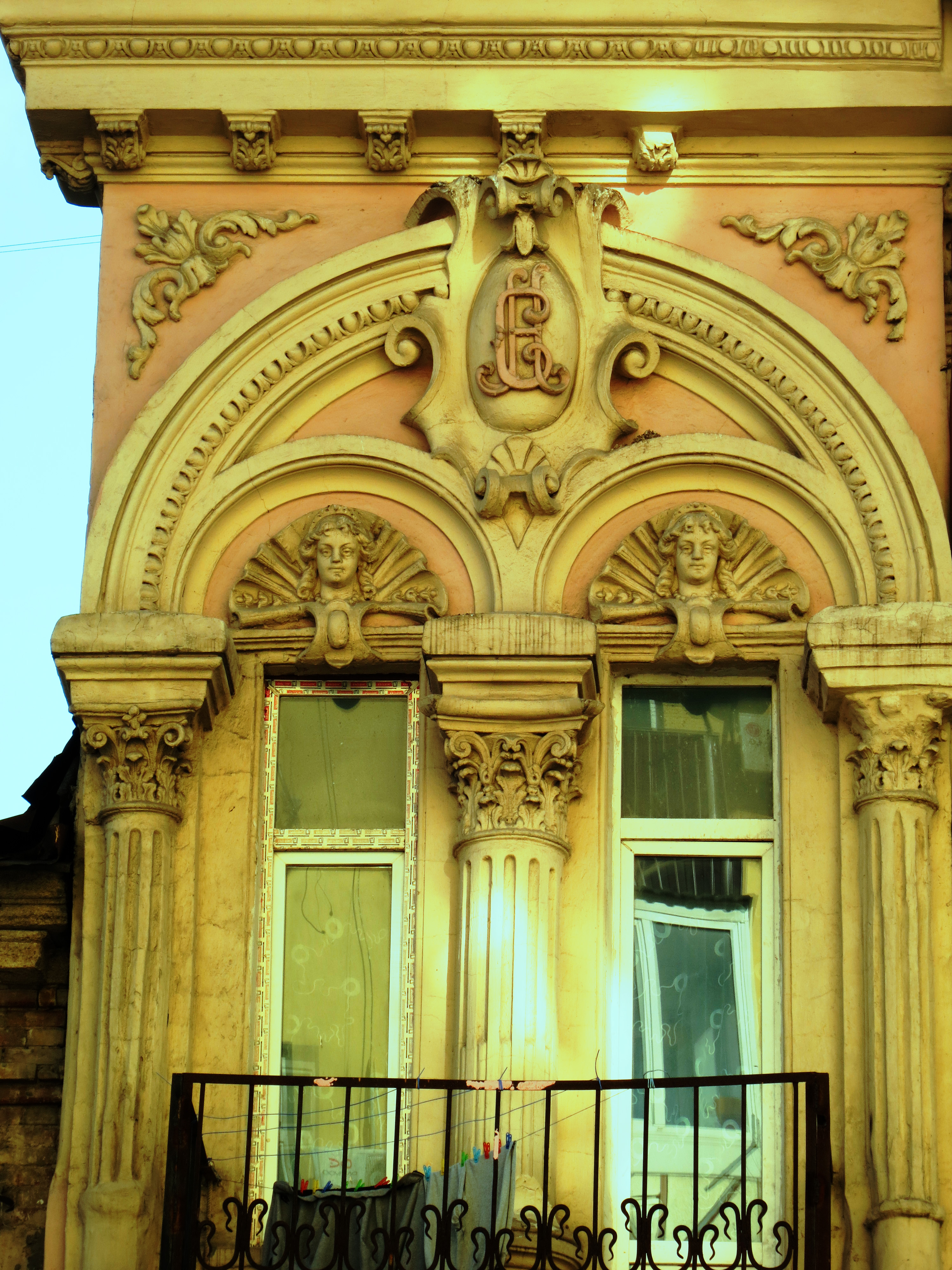
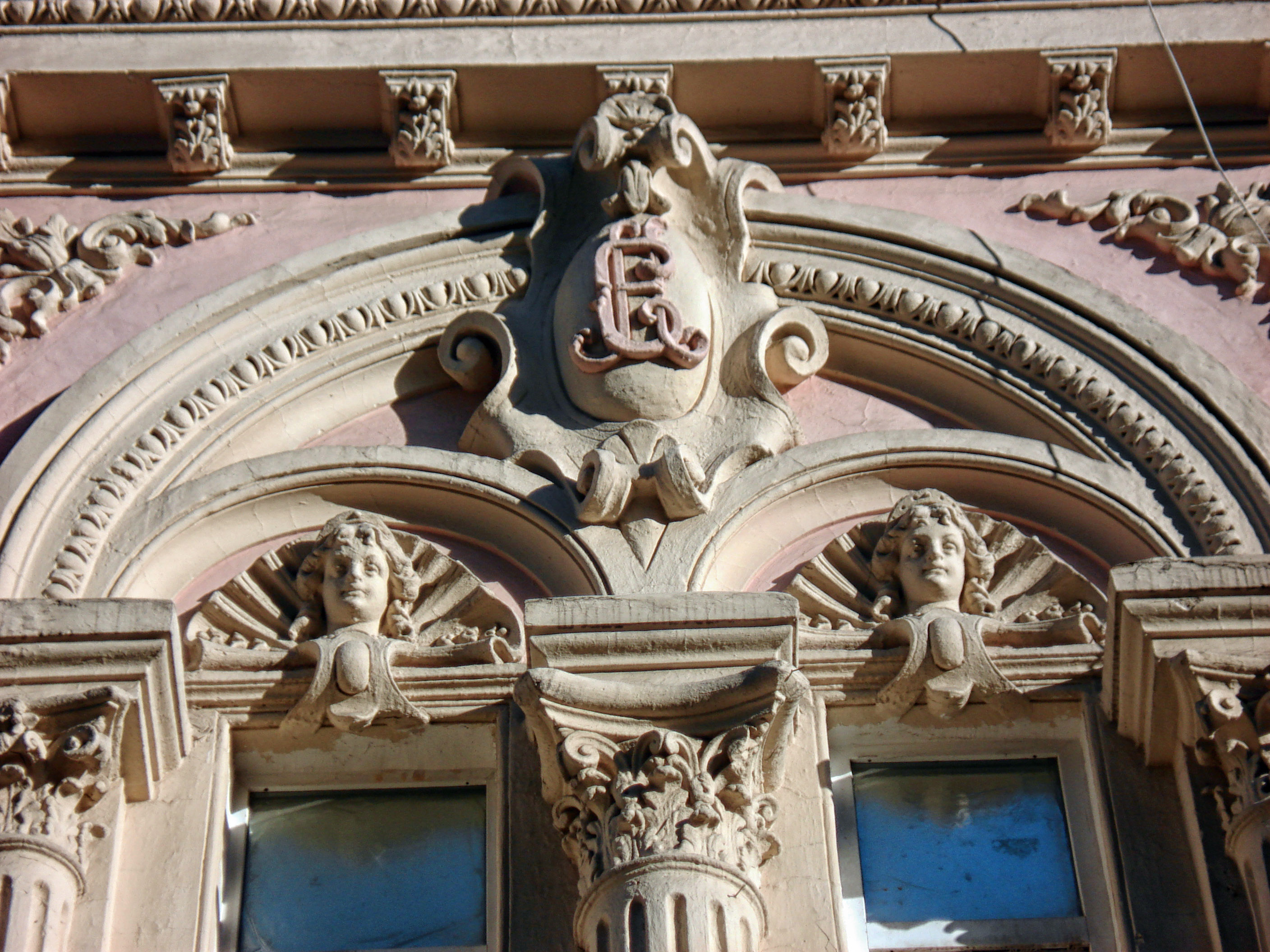